# Plecia chinensis
Plecia chinensis är en tvåvingeart som beskrevs av Hardy 1949. Plecia chinensis ingår i släktet Plecia och familjen hårmyggor. Inga underarter finns listade i Catalogue of Life.